# Luigi Cosenza

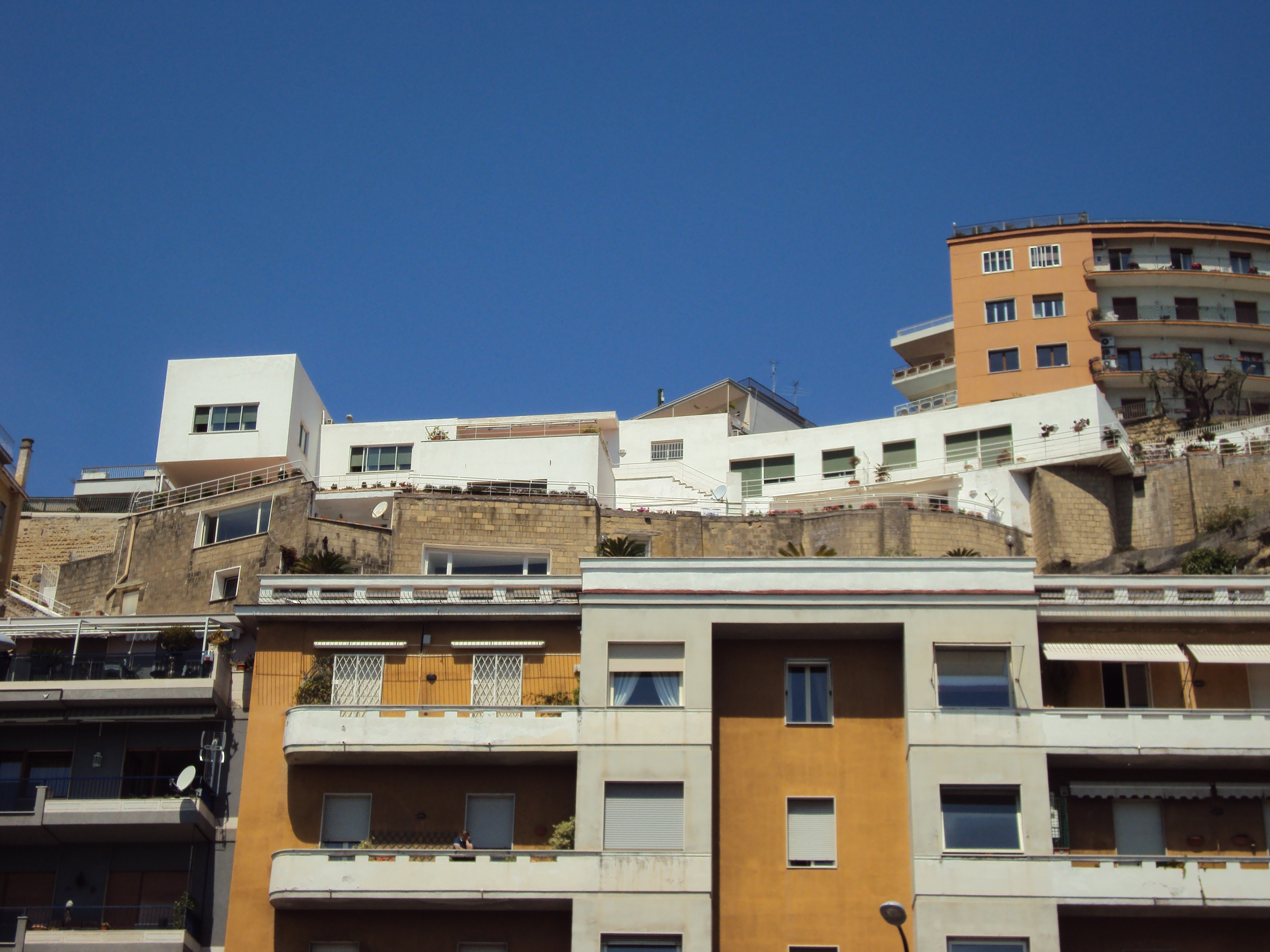
Napoli, Villa Oro vista da Largo Sermoneta

Luigi Cosenza (Napoli, 31 luglio 1905 – Napoli, 3 aprile 1984) è stato un ingegnere, urbanista e politico italiano.

## Biografia

### Le origini e i primi anni
Nato agli inizi del ventesimo secolo da Raffaele e Ada Minozzi, entrambe provenienti dall'alta borghesia intellettuale cittadina. Il nonno materno fu l'ingegnere Achille Minozzi che fu particolarmente attivo durante gli anni del Risanamento di Napoli oltre ad essere il progettista del complesso sistema fognario cittadino fu anche appaltatore di diversi palazzi d'affitto sui lotti della colmata di Mergellina. Nel palazzo di famiglia in Via Caracciolo si tenne, tra la fine dell'Ottocento e i primi anni del successivo, un noto salotto culturale condotto successivamente dalla figlia Ada. Tra gli ospiti vi furono Vincenzo Gemito, Francesco Mancini, Francesco Paolo Michetti, Francesco Saverio Nitti, Enrico De Nicola, Raffaele Viviani e Salvatore Di Giacomo. Il vivo ambiente familiare stimolò fortemente Cosenza che si diplomò in studi classici e in seguito, sulla falsariga del nonno, s'iscrisse presso il politecnico di Napoli ottenendo a soli 23 anni la laurea in Ingegneria civile nel 1928.
L'apertura mentale del contesto casalingo assunse in Cosenza un punto di fondamentale ispirazione nella sua futura carriera professionale. Già nei primissimi mesi dalla laurea tentò di allacciare rapporti con le avanguardie architettoniche della penisola ed europee evitando la chiusura a specifici tecnicismi igegneristici di quel periodo che si riducevano a sterili composizioni neoeclettiche che risentivano degli echi della stagione architettonica umbertina e dei più recenti tentativi di "nazionalizzazione" dell'architettura promossa dal regime fascista. Il suo esordio si mosse nella direzione delle esperienze italiane della fine degli anni Venti che guardavano a quelle europee post-moderniste. Riferimento principale divenne la stagione Funzionalista tedesca di Walter Gropius, in Italia l'orizzonte dell'architettura funzionalista divennero le mostre del MIAR del 1928 e del 1931 e le opere di Giuseppe Terragni e Figini e Pollini, in particolare il Novocomum, innaugurato nel 1928, e la Casa elettrica esposta alla IV Esposizione Triennale Internazionale delle Arti Decorative ed Industriali Moderne di Monza. Diverso fu il contesto urbano in cui iniziò ad operare il giovane ingegnere, la Napoli di quel periodo esaurì la sua spinta innovatrice e culturale negli anni immediatamente successivi alla fine della Grande Guerra, la spinta conservatrice della borghesia napoletana fu così tenace da rifiutare qualsiasi programma di modernizzazione, sia proposta dai canali ufficiali del regime e sia quella non ufficiale in linea con gli orientamenti culturali europei. Non fu un caso che il regime fascista istituì l'organo dell'Alto Commissariato alle Opere Pubbliche per la Provincia di Napoli con l'obiettivo di scardinare la lentezza burocratica comunale e il conservatorismo della borghesia cittadina. Proprio l'Alto Commissariato, in quegli stessi anni, presentò al Comune il progetto di sostituzione dell'antica Pescheria pubblica di Via Marina che si presentava in condizioni di degrado. Inoltre il regime ritenne che la produzione ittica italiana, edi in particolare quella napoletana, di interesse nazionale. Il progetto dell'Alto Commissariato si configurava in una zona a valle di Via Marina, nell'attuale Piazza Duca degli Abruzzi, con un linguaggio che si caratterizzava dai tipici accenti neo-eclettici in voga in città dopo la parentesi floreale e che lo stesso Cosenza definì con parole lapidarie una "università del pesce". 
Nel 1929, contemporaneamente alla finalizzazione del progetto comunale, Cosenza iniziò ad occuparsi della progettazione di un'alternativa architettonica più economica e funzionalmente performante. L'ingegnere, cominciò a studiare le strutture mercatali ittiche di città come Pozzuoli, Milano, Venezia, Marsiglia, Ostenda e Amburgo pur non apportando modifiche distrubutive ed organizzative al progetto ufficiale del comune. Il progetto alternativo si dimostrò economicamente più vantaggioso. I viaggi compiuti lungo l'Europa condussero l'ingengere a conoscere direttamente i movimenti architettonici d'avanguardia che plasmarono la composizione asciutta del nuovo volume del Mercato Ittico oscillante tra lo strutturismo francese di Auguste Perret e Eugène Freyssinet e il formalismo tedesco alla maniera di Peter Behrens, quest'ultima corrente fu prevalente in fase esecutiva del progetto. Gli echi francesi vennero avvertiti nella grade sala di contrattazione con volta a botte in cermento armato nervato tompagnata, originariamente, con vetrocemento che riprendeva indirettamente le suggestioni della grande sala di lettura del Progetto della sala per l'ampliamento della Biblioteca Nazionale di Étienne-Louis Boullée del 1785 oppure agli impianti basilicali dell'antica Roma. L'opera si concluse nel 1935 segnando la prima introduzione del linguaggio moderno a Napoli.

### Gli anni Trenta
Come tutti gli intellettuali progressisti mostrò una certa avversione al regime e alla sua politica, il decennio si caratterizzò per lo più da commesse private di modesta entità e da studi approfonditi sul tema della residenza. Archiviata l'esperienza del Mercato ittico, per Cosenza si aprì una nuova fase alla ricerca di una sintesi linguistica che potesse fondere le esperienze europee del razionalismo a allo stile di vita mediterraneo, in linea con la ricerca condotta nello stesso periodo da architetti e critici di architettura come Gio Ponti, Piero Bottoni, Giulio De Luca, Carlo Cocchia, Edoardo Persico e Giuseppe Pagano. La ricerca compiuta attraverso il viaggio, in questi anni, divenne quella che egli stesso definì ricerca paziente sull'architettura. Tra il 1933 e il 1935 presentò due soluzioni significative per il Palazzo Forquet all'angolo di piazza San Pasquale e la Riviera di Chiaia; l'edificio mai realizzato peresentava due progetti completamente diversi tra loro che si confrontano con il problema della soluzione d'angolo e del suo superamento in termini compositivi. Inoltre l'area in questione è densa di vincoli storico-architettonici, a partire dalla dirimpettaia chiesa di San Pasquale a Chiaia che domina l'invaso della piazza e dalle cortine di edifici nobiliari confinanti il lotto da edificare. La prima soluzione, in linea con i dettami del Razionalismo italiano, manifestava un volume a forma di parallelepipedo caratterizzato da due facciate predominanti, una su piazza San Pasquale e l'altra sulla Riviera di Chiaia. Il fronte sulla piazza risultava poggiato su un volume pieno basamentale nel quale si apriva l'accesso condominiale; i piani sovrastanti erano incapsulati in una griglia di solette e tompagnature che definivano le cellule aggregative degli appartamenti, ogni singolo spazio ricavato nella griglia veniva scavato dai volumi degli ambienti prospicienti i terrazzi. La facciata sulla Riviera è caratterizzata da un blocco serrato di balconate continue sostenute da pilotis circolari e dall'arretramento del basamento creando un gioco compositivo dinamico. La chiusura d'angolo è demandata ad una fascia di tompagno liscia di chiara reminescenza terragnana. La seconda soluzione, più mite nell'approccio compositivo, tendeva a sviluppare ed enfatizzare l'angolo.
Dopo questa esperienza avviò una profonda ricerca sull'abitare che caratterizzò tutta la sua carriera professionale fino alla fine della sua vita. Tra il 1934 e il 1939 strinse un rapporto professionale con l'architetto austriaco Bernard Rudofsky. In questa fase fu protagonista di alcune delle più significative produzioni antebelliche del Razionalismo italiano e del Movimento Moderno europeo, aprendo il lirismo purista dei modernisti con la semplicità delle costruzioni costiere del Mar Mediterraneo. L'esordio della collaborazione coincise anche con il loro punto più alto della produzione napoletana, e in generale italiana, tra il 1934 e il 1937 furono entrambe impegnati nella progettazione e costruzione di Villa Oro. Il percorso compiuto tra gli esordi e la costruzione del suo primo edificio residenziale privato nel segno della razionalità mediterranea fu elogiato con ottime parole da Giuseppe Pagano sulle pagine di Casabella. Pagano riconobbe in Cosenza una profonda sensibilità artistica e culturale che non veniva per nulla sottoposta al giudizio razionale dell'ingegneria, arte e tecnica venivano sublimate in un'unica visione. In villa Oro viene abbandonato il carattere stereometrico delle architetture razionaliste della prima fase, promovendo una visione topologica dell'insediamento. Frutto anche della ricca collaborazione con Rudofsky che al pari di Le Corbusier effettuò lunghi viaggi nell'area mediterranea, ed in particolare tra le Isole egee, dove poté analizzare le tipologie insediative rurali e il loro attaccamento al sito di costruzione. L'architetto austriaco trovò la sua pace tra le isole dell'Arcipelago Campano, in particolare tra l'Isola d'Ischia e Procida, influenzando notevolmente Cosenza. L'area flgerea divenne una costante nella ricerca insediativa di Luigi Cosenza, al quale dedicò ricerche, studi urbanistici, progetti a scala urbana e di minore entità sullo sviluppo economico e culturale dei Campi Flegrei.
Contemporaneamente si dedicò a piccole commesse lavorative di carattere privato. Tra il 1936 e il 1942 si dedicò alla progettazione e realizzazione di Villa Savarese, sempre sulla collina di Posillipo. Rispetto a Villa Oro che richiamava i dettami dell'architettura rurale mediterranea, in questo progetto sono maggiormente manifesti i caratteri del funzionalismo moderno europeo e inparticolare le indicazioni di Le Corbusier, nonché delle esperienze più aggiornate della penisola quali Giuseppe Terragni, Figini e Pollini e Cesare Cattaneo. La costruzione che originariamente presentava caretteri di spiccato modernismo fu nel tempo alterata e frazionata in appartamenti rendendola irriconoscibile rispetto all'idea iniziale del progettista, inoltre la densificazione urbanistica della zona l'ha privata del suo isolamento nel verde collinare e il suo dialogo con il paesaggio, uno degli elementi caratterizzanti il processo creativo di Cosenza. La villa fu pubblicata su Casabella nel 1942 con un articolo di Giuseppe Pagano.
Il triennio racchiuso tra 1936 e il 1938 fu particolarmente denso, per l'ingengere napoletano, di contributi nel processo di rinnovamento dell'architettura italiana. Cosenza partecipò alla VI Triennale di Milano con una innovativa cabina da spiaggia. La cabina era caratterizzata da una struttura in legno ad elementi incastrati; il piccolo ambiente era strutturato con pareti sinuose realizzate in corda intecciata con listarelle in legno laccato a garanzia della privacy, mentre la copertura venne dedicata a piccolo solarium personale accessibile da una scala a muro posteriore. Nel 1937, insieme a Rudofsky, presentò sul numero di Gennaio di Domus un singolare progetto per una piccola villa in stile mediterraneo da realizzarsi a Positano. I due progettisti per il disegno immaginarono un committente ideale con una routine, anch'essa ideale, sul quale plasmare tutte le funzioni residenziali. Nel soggiorno che, secondo gli ideatori, doveva presentarsi scoperto doveva lasciare spazio al lirismo dei rivestimenti in pietra naturale delle murature e alla presenza di una magnolia. Nel frattempo presentò un progetto di allestimento di interni per il Bar Ornelli in via Filangieri, nel quartiere Chiaia. Il lavoro fu condotto nella ricerca della semplicità, abbandonado completamente retoriche ornamentali ridondanti tipiche degli anni Trenta. L'allestimento razionalista fu successivamente demolito perdendo completamente le tracce di un piccolo gioiello di architettura d'interni del primo periodo razionale italiano. Significativo per le vicissitudini urbanistiche della città di Napoli fu il progetto di ristrutturazione urbana di parte del tessuto edilizio degradato.Il progetto fu l'applicazione delle teorie moderne, che dalla fine dell'Ottocento, hanno caratterizzato i piani igienici e di risanamento di porzioni dei tessuti urbani europei maggiormente problematici.

### Il burrascoso rapporto con il regime e le mancate opportunità
Dopo la laurea aderì alla nascente corrente razionalista esaltandola nella costruzione del Mercato Ittico di Napoli; nel decennio successivo collaborò con Domus e Casabella e iniziò il sodalizio con l'austriaco Bernard Rudofsky. In questo periodo progettò le più importanti architetture private sulla collina di Posillipo, raro esempio di rapporto organico-razionalista tra l'ambiente costruito e il pendio naturale della collina; tra le ville più importanti si ricordano Villa Oro, Villa Savarese e Villa Ferri. Cosenza partecipò, senza alcun esito, ai concorsi nazionali per il Palazzo del Littorio e per l'auditorium. Nel 1943 s'iscrive al Partito Comunista Italiano.
Dopo la guerra si occupò dei piani di ricostruzione di Napoli con i noti piani particolareggiati per Fuorigrotta e Bagnoli, e redasse il piano urbanistico per Via Marittima e della ricomposizione urbanistica di Torre Annunziata; durante questi anni partecipò agli interventi di realizzazione di aree ad ex novo per l'occupazione popolare promossa dallo IACP e dall'INA-Casa, i progetti erano redatti dallo stesso Cosenza con la collaborazione di Francesco Della Sala e altri del panorama architettonico del dopoguerra a Napoli, Cosenza ha progettato il Complesso di Torre Ranieri (Case popolari) con l'utilizzo delle più innovative tecniche di prefabbricazione creando un rione sperimentale analogo alle costruzioni milanesi di Piero Bottoni. Collaborò nella progettazione del Palazzo del Circolo della Stampa con Marcello Canino e progettò la sede della Facoltà d'Ingegneria in Piazzale Tecchio a Fuorigrotta. Negli anni successivi progettò numerosi interventi urbanistici e l'ampliamento per la Galleria nazionale d'arte moderna e contemporanea a Roma.
Nella sua carriera fondò il CESUN e partecipò ai congressi CIAM.
Tra i suoi studenti ci fu Almerico Realfonzo.
Luigi Cosenza si spense nella sua città nel 1984.

## Opere

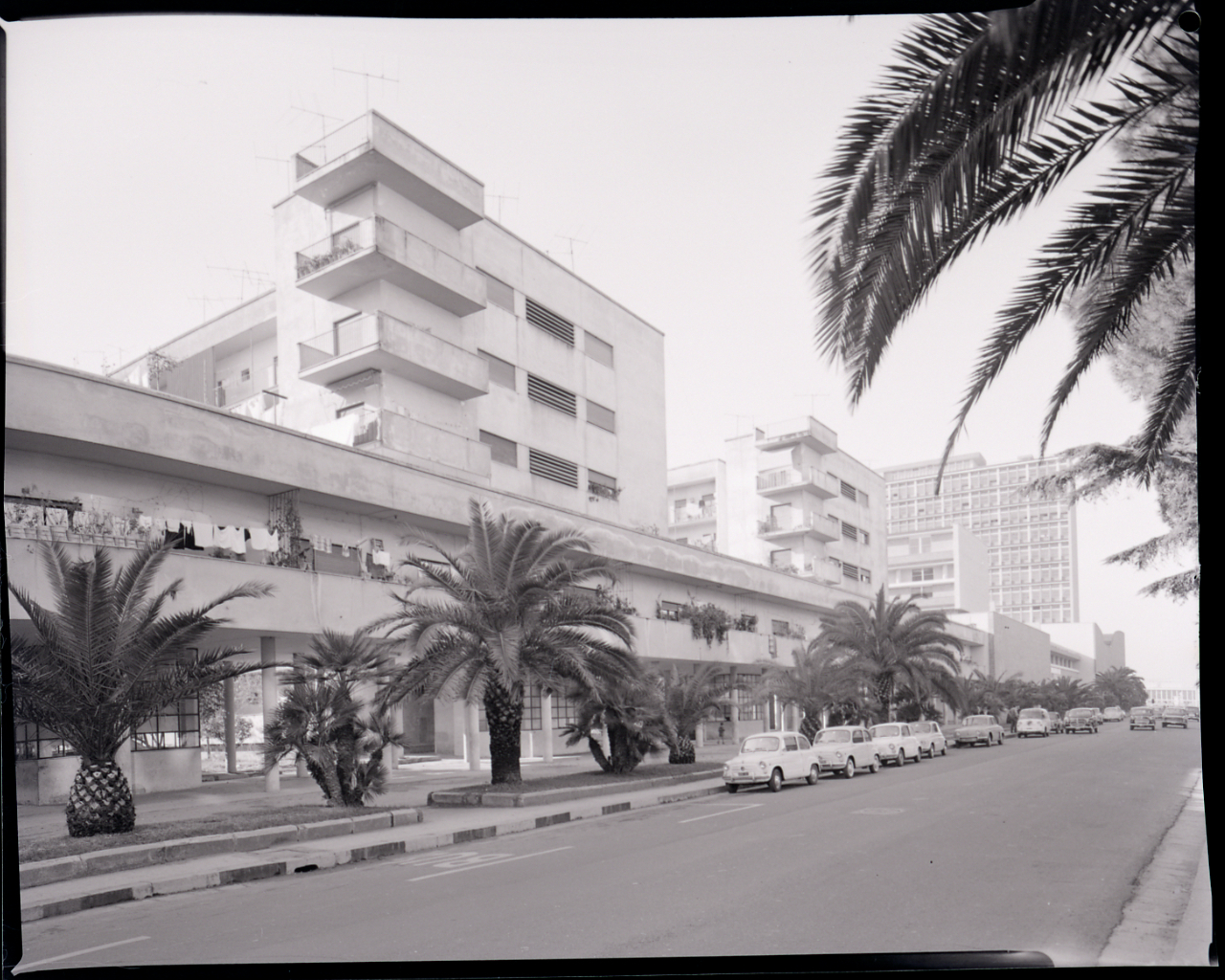
Case popolari di Viale Augusto. Foto di Paolo Monti

- Complesso di Torre Ranieri (con Francesco Della Sala e Adriano Galli);
- Villa Oro (con Bernard Rudofsky);
- Villa Savarese;
- Villa Ferri (con Della Sala);
- Palazzo della Facoltà d'Ingegneria;
- Case Popolari di Via Consalvo e Viale Augusto;
- Centro Formazione Edili;
- Casa Sacchi;
- Palazzo del Circolo della Stampa (con Marcello Canino);
- Mercato Ittico di Napoli;
- Rione D'Azeglio (con Carlo Coen e Della Sala);
- Rione Cesare Battisti (con Francesco Di Salvo e Alfredo Sbrizolo);
- Rione Mazzini (con Di Salvo, Della Sala, Coen e Carlo Cocchia);
- Stabilimento Olivetti (Pozzuoli);
- Casa Cernia ad Anacapri;
- Ampliamento della Galleria nazionale d'arte moderna e contemporanea di Roma.
- Istituto Superiore Artemisia Gentileschi ad Agnano (Napoli).

## Archivio
Il fondo Luigi Cosenza è conservato presso l'Archivio di Stato di Napoli. Fino al marzo 2011 la documentazione relativa all'attività di Cosenza è stata interamente custodita presso lo studio napoletano del professionista.
Su proposta della Soprintendenza archivistica, il 15 settembre 2010 l'archivio è stato dichiarato di interesse storico particolarmente importante con decreto del Direttore regionale per i beni culturali e paesaggistici della Campania. Nel successivo mese di dicembre la Direzione generale per gli archivi ne ha autorizzato la custodia temporanea presso l'Archivio di Stato di Napoli, dove la maggior parte della documentazione è stata trasferita nel marzo 2011.
Nello stesso 2011 la Soprintendenza archivistica per la Campania ha avviato la digitalizzazione di un primo gruppo di elaborati grafici relativi ai progetti urbanistici e architettonici e intrapreso con l'Archivio di Stato di Napoli e la famiglia Cosenza un comune programma di salvaguardia e valorizzazione dell'eredità documentaria del progettista.

## Riconoscimenti
1983: Premio Feltrinelli ex aequo per l'Architettura, conferito dall'Accademia dei Lincei.